# Tour du Limousin 2013
La 46e édition du Tour du Limousin se déroule du 20 au 23 août 2013.
Elle est marquée par le retour de l'épreuve en catégorie 2.1, après deux années de classement dans l'UCI Europe Tour en catégorie 2.HC.

## Classements des étapes
| Étape     | Date    | Villes étapes          | km    | Vainqueur d'étape                            | Leader du classement général |
| --------- | ------- | ---------------------- | ----- | -------------------------------------------- | ---------------------------- |
| 1re étape | 20 août | Limoges - Rochechouart | 168   | Martin Elmiger (IAM)                         | Martin Elmiger               |
| 2e étape  | 21 août | Rochechouart - Ambazac | 185,7 | Andrea Pasqualon (Bardiani Valvole-CSF Inox) | Martin Elmiger               |
| 3e étape  | 22 août | Ussac - Chamboulive    | 182,9 | Matthieu Ladagnous (FDJ.fr)                  | Martin Elmiger               |
| 4e étape  | 23 août | Bourganeuf - Limoges   | 178,8 | Stéphane Rossetto (BigMat-Auber 93)          | Martin Elmiger               |

## Classement final
|     | Coureur             | Équipe                       |    | Temps           |
| --- | ------------------- | ---------------------------- | -- | --------------- |
| 1er | Martin Elmiger      | IAM                          | en | 18 h 6 min 53 s |
| 2e  | Yukiya Arashiro     | Europcar                     | +  | 3 s             |
| 3e  | Andrea Di Corrado   | Bardiani Valvole-CSF Inox    |    | 18 s            |
| 4e  | Sergueï Lagoutine   | Vacansoleil-DCM              |    | 25 s            |
| 5e  | Yannick Martinez    | La Pomme Marseille           |    | 28 s            |
| 6e  | Guillaume Bonnafond | AG2R La Mondiale             |    | 31 s            |
| 7e  | Pierrick Fédrigo    | FDJ.fr                       |    | 31 s            |
| 8e  | Arnaud Gérard       | Bretagne-Séché Environnement |    | 38 s            |
| 9e  | Anthony Delaplace   | Sojasun                      |    | 40 s            |
| 10e | Romain Lemarchand   | Cofidis                      |    | 43 s            |

## Liste des coureurs
| Légende | Légende                                                                                                  | Légende | Légende                                                                                         |
| ------- | --- | ------- | ----------------------------------------------------------------------------------------------- |
| Num     | Dossard de départ porté par le coureur                                                                   | Pos     | Position finale au classement général                                                           |
|         | Indique le vainqueur du classement général                                                               |         | Indique le vainqueur du classement de la montagne                                               |
|         | Indique le vainqueur du classement par points                                                            |         | Indique le vainqueur du classement du meilleur jeune                                            |
| #       | Indique la meilleure équipe                                                                              |         |                                                                                                 |
| NP      | Indique un coureur qui n'a pas pris le départ d'une étape, suivi du numéro de l'étape où il s'est retiré | AB      | Indique un coureur qui n'a pas terminé une étape, suivi du numéro de l'étape où il s'est retiré |
| HD      | Indique un coureur qui a terminé une étape hors des délais, suivi du numéro de l'étape                   | HC      | Indique un coureur mis hors course, suivi du numéro de l'étape                                  |

| Vacansoleil-DCM VCD | Vacansoleil-DCM VCD | Vacansoleil-DCM VCD |
| ------------------- | ------------------- | ------------------- |
| Num                 | Coureur             | Pos                 |

| FDJ.fr # FDJ | FDJ.fr # FDJ | FDJ.fr # FDJ |
| ------------ | ------------ | ------------ |
| Num          | Coureur      | Pos          |

| AG2R La Mondiale ALM | AG2R La Mondiale ALM | AG2R La Mondiale ALM |
| -------------------- | -------------------- | -------------------- |
| Num                  | Coureur              | Pos                  |

| Europcar EUC | Europcar EUC | Europcar EUC |
| ------------ | ------------ | ------------ |
| Num          | Coureur      | Pos          |

| Sojasun SOJ | Sojasun SOJ | Sojasun SOJ |
| ----------- | ----------- | ----------- |
| Num         | Coureur     | Pos         |

| Cofidis COF | Cofidis COF | Cofidis COF |
| ----------- | ----------- | ----------- |
| Num         | Coureur     | Pos         |

| Bretagne-Séché BSE | Bretagne-Séché BSE | Bretagne-Séché BSE |
| ------------------ | ------------------ | ------------------ |
| Num                | Coureur            | Pos                |

| BigMar-Auber 93 BIG | BigMar-Auber 93 BIG | BigMar-Auber 93 BIG |
| ------------------- | ------------------- | ------------------- |
| Num                 | Coureur             | Pos                 |

| Roubaix Lille Métropole RLM | Roubaix Lille Métropole RLM | Roubaix Lille Métropole RLM |
| --------------------------- | --------------------------- | --------------------------- |
| Num                         | Coureur                     | Pos                         |

| Crelan-Euphony CRE | Crelan-Euphony CRE | Crelan-Euphony CRE |
| ------------------ | ------------------ | ------------------ |
| Num                | Coureur            | Pos                |

| La Pomme Marseille LPM | La Pomme Marseille LPM | La Pomme Marseille LPM |
| ---------------------- | ---------------------- | ---------------------- |
| Num                    | Coureur                | Pos                    |

| Accent Jobs-Willems Veranda's ACC | Accent Jobs-Willems Veranda's ACC | Accent Jobs-Willems Veranda's ACC |
| --------------------------------- | --------------------------------- | --------------------------------- |
| Num                               | Coureur                           | Pos                               |

| Androni Giocattoli-Venezuela AND | Androni Giocattoli-Venezuela AND | Androni Giocattoli-Venezuela AND |
| -------------------------------- | -------------------------------- | -------------------------------- |
| Num                              | Coureur                          | Pos                              |

| Bardiani Valvole-CSF Inox BAR | Bardiani Valvole-CSF Inox BAR | Bardiani Valvole-CSF Inox BAR |
| ----------------------------- | ----------------------------- | ----------------------------- |
| Num                           | Coureur                       | Pos                           |

| Vini Fantini-Selle Italia VIN | Vini Fantini-Selle Italia VIN | Vini Fantini-Selle Italia VIN |
| ----------------------------- | ----------------------------- | ----------------------------- |
| Num                           | Coureur                       | Pos                           |

| CCC Polsat Polkowice CCC | CCC Polsat Polkowice CCC | CCC Polsat Polkowice CCC |
| ------------------------ | ------------------------ | ------------------------ |
| Num                      | Coureur                  | Pos                      |

| Euskaltel Euskadi EUS | Euskaltel Euskadi EUS | Euskaltel Euskadi EUS |
| --------------------- | --------------------- | --------------------- |
| Num                   | Coureur               | Pos                   |

| IAM | IAM     | IAM |
| --- | ------- | --- |
| Num | Coureur | Pos |

| Movistar MOV | Movistar MOV | Movistar MOV |
| ------------ | ------------ | ------------ |
| Num          | Coureur      | Pos          |